# Samu Delgado
Samuel Delgado Serna (2 de julio de 1993, Belmonte, provincia de Cuenca), o Samu Delgado, es un futbolista español. Juega de mediocampista y actualmente se encuentra como agente libre tras rescindir su contrato con el Córdoba CF 
En agosto de 2016 fue homenajeado por su pueblo natal, reconociendo su trayectoria deportiva y pusieron su nombre al pabellón polideportivo de la localidad.

## Carrera deportiva
Su carrera juvenil fue en las juveniles del Albacete Balompié.

### Albacete B
En 2012, jugó para el Albacete B, donde estuvo por 1 temporada. Jugó 30 partidos, anotando 4 goles.
Jugó un total de 6 partidos (3 de promoción a Segunda División, 2 de Copa del Rey), convirtiendo un gol (frente al Gimnàstic de Tarragona, por la Copa del Rey).
Debutó el 25 de mayo de 2013, frente al Real Oviedo, en la derrota por 1-0 del Albacete, reemplazando, en el minuto 71, a Víctor Curto.

### Promoción al Albacete
En 2014, lo promocionan al Albacete Balompié. 
Desde el 2014 hasta hoy, ha disputado un total de 61 partidos (57 de liga y 4 de Copa del Rey), convirtiendo 6 goles y asistiendo 8 veces.
Esta temporada disputó 24 partidos, convirtiendo 2 goles (frente al UD Almería y a la SD Ponferradina) y asistiendo 2 veces (frente al CD Mirandés, asistiendo a Portu y al Elche CF, asistiendo a Jona Mejía).

## Clubes
| Club                      | País   | Año       |
| ------------------------- | ------ | --------- |
| Albacete Balompié         | España | 2013-2016 |
| AD Alcorcón (Cedido)      | España | 2016-2017 |
| Albacete Balompié         | España | 2017      |
| AD Alcorcón               | España | 2017      |
| Cultural Leonesa (Cedido) | España | 2017      |
| AD Alcorcón               | España | 2017      |
| Cultural Leonesa          | España | 2017-2019 |
| Marbella Fútbol Club      | España | 2019-2020 |
| Córdoba Club de Fútbol    | España | 2020-     |